# 南瓜中心 (加利福尼亞州拉森縣)
南瓜中心（英語：Pumpkin Center）是位於美國加利福尼亞州拉森縣的一個非建制地區。該地的面積和人口皆未知。

## 地理
南瓜中心的座標為41°06′36″N 121°06′24″W / 41.11000°N 121.10667°W，而該地的平均海拔高度為1260米（即4134英尺）。